# Соравито Де Франчески, Лучо
Лучо Соравито Де Франчески (итал. Lucio Soravito De Franceschi; 8 декабря 1939, Оваро, Удине, Фриули — Венеция-Джулия, Италия — 6 июля 2019) — итальянский религиозный деятель, епископ Римско-католической церкви, Епископ Адрии-Ровиго.

## Образование
Окончил младшую и высшую семинарии в Удине. Впоследствии окончил Папский Салезианский университет. Был лиценциатом в священной Литургии и имел пастырского степень по богословию. Защитил диссертацию на тему «Руководство по катехизации взрослых в Фриули сегодня».

## Церковная деятельность
29 июня 1963 года рукоположен в священники в Удине.
29 мая 2004 года назначен епископом Адриа-Ровиго, а 11 июля рукоположен в епископы.
23 декабря 2015 года вышел на пенсию.
В своей деятельности обращал особое внимание на катехизацию взрослых, обучение катехизаторов и пасторской заботе о семье.